# Alfred Watkins
 (septembre 2023).
Alfred Watkins (27 janvier 1855 – 15 avril 1935) est un photographe, inventeur et essayiste britannique. Il a vu dans certains alignements géographiques (ley lines) les indices de routes préhistoriques.

## Biographie
Watkins est issue d'une famille prospère, qui s'établit en 1820 à Hereford pour y exploiter un moulin, un hôtel et une brasserie. Watkins se déplace dans le Herefordshire pour faire la promotion de la production familiale dans le pays, ce qui lui apporte une connaissance fine de la région.

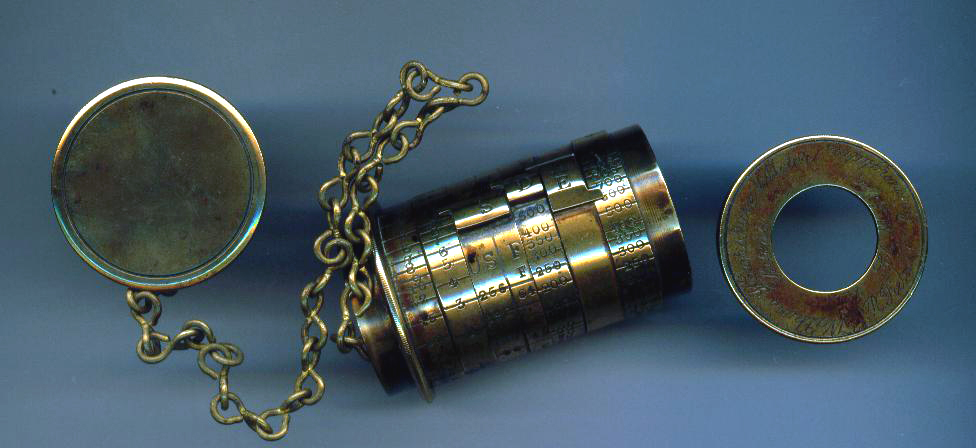
Le posemètre Watkins avec chaîne de chronomètre, fabriqué par R. Fields & Co de Birmingham (crédit: Tony French).

Watkins fait ses débuts dans la photographie grâce à un sténopé primitif, qu'il s'est confectionné à partir d'une boîte à cigares. Après avoir étudié les relations entre l'intensité de la lumière, la taille des lentilles et le temps d'exposition, il met au point son posemètre (appelé Watkins Bee Meter, l'inventeur étant un apiculteur respecté) dont il expose les principes en avril 1890 dans le British Journal of Photography. Cet instrument reste commercialisé à travers le monde pendant plus de 40 ans : on peut en voir un exemplaire au Museum Resource & Learning Centre d'Hereford. Le photographe Frank Hurley s'en sert lors de l'Expédition antarctique australasienne (1911-1914) et de l'Expédition Endurance (1914) de Shackleton. Herbert Ponting et Robert Falcon Scott en a un pour l'expédition polaire de 1910. 
Son manuel d'accompagnement, le Watkins Manual of Exposure and Development (1900), connaît onze éditions. En 1910, il reçoit la médaille du progrès (RPS) de la Royal Photographic Society.

## Thèses controversées
Le 30 juin 1921, Watkins traverse à cheval des collines près de Blackwardine, dans le Herefordshire quand il note que de nombreux sentiers semblent relier une colline à l'autre selon une ligne droite. Il examine alors une carte, et a une soudaine intuition théorique : les ley lines. Watkins pense que, dans les temps anciens, quand l'Angleterre était bien plus boisée, le pays était traversée par un réseau de routes fait de lignes droites, et qui utilisait des caractéristiques marquantes du paysages comme des points de navigation, cela avant même l'époque romaine. Il théorise la notion du phénomène d'alignement de sites en 1922, dans son livre Early British Trackways. Ainsi des sites préhistoriques seraient reliés entre eux par une ligne imaginaire. Il propose comme explication celle d'une route d'échanges, inconnue des historiens, mais réelle et utile. Il systématise son idée en 1925, dans The Old Straight Track.
Parmi les précurseurs de cette théorie figure William Henry Black qui, en septembre 1870, donne à la British Archaeological Association, à Hereford, une conférence[réf. nécessaire] où il suppose qu'entre « les monuments existe un marquage fait de lignes géométriques qui couvrent l'ensemble de l'Europe occidentale ».
Parmi les alignements de sites relevés[réf. nécessaire] par Watkins figure la ligne reliant Calais, Mont Alix, Mont Alet, L'Allet, Anxon, Aisey-et-Richecourt, Alise-Sainte-Reine, L'Allex, Vercelli, Alzano Scrivia, Calesi, Cales. Il cite également la ligne reliant Saint-Jacques-de-Compostelle, Estella-Lizarra, etc., comportant la désignation "étoile" sous la forme "stella", ainsi qu'une ligne débutant à La Rochelle. Les tracés relevés comportent des noms ayant une étymologie semblable.
Un aperçu de ses théories sont expliquées[réf. nécessaire] à Jungfrau Park, dans le pavillon « Megastones ».
Cependant, selon la géométrie euclidienne, des points aléatoires peuvent former facilement des alignements[réf. nécessaire].

## Publications
- Early British Trackways, (1922)
- The Old Straight Track, (1925)
- The Ley Hunter's Manual, (1927)